# Patricia Chauvet
Patricia Chauvet (Villeneuve-Saint-Georges, 11 de mayo de 1967) es una deportista francesa que compitió en esquí alpino.
Ganó una medalla de plata en el Campeonato Mundial de Esquí Alpino de 1996, en la prueba de eslalon. 
Participó en cuatro Juegos Olímpicos de Invierno, entre los años 1988 y 1988, ocupando el sexto lugar en Albertville 1992, en la prueba de eslalon.

## Palmarés internacional
| Campeonato Mundial | Campeonato Mundial     | Campeonato Mundial | Campeonato Mundial |
| Año                | Lugar                  | Medalla            | Prueba             |
| ------------------ | ---------------------- | ------------------ | ------------------ |
| 1996               | Sierra Nevada (España) | Medalla de plata   | Eslalon            |